# Jesús Rodríguez de Hijar
Jesús Rodríguez de Hijar (Tequila, Jalisco, 10 de julio de 1929-Tlalnepantla de Baz, 24 de julio de 2020) fue un músico, compositor y arreglista mexicano, reconocido por su aporte al género del mariachi.

## Biografía

### Primeros años
Nació en Tequila, Jalisco, el 10 de julio de 1929. Abandonó sus estudios básicos para dedicarse a la música, aprendiendo a tocar instrumentos como la guitarra y la vihuela en su niñez. Más adelante empezó a interpretar música en las cantinas de su pueblo, y con el dinero recolectado ayudaba económicamente a su madre.

### Carrera musical
A los nueve años se mudó a la Ciudad de México esperanzado en lanzar su carrera como músico. Allí aprendió a tocar otros instrumentos y emprendió estudios en música, convirtiéndose con el paso de los años en director de mariachi y realizando aportes considerables al género. Durante su estancia en la capital integró grupos como el Mariachi Perla de Occidente, el Mariachi Pulido, el Mariachi Nacional, Mariachi México 70 el Mariachi Vargas de Tecalitlán, donde se desempeñó como arreglista y director hasta el año 1976. Acto seguido fundó el Mariachi de América, una de las agrupaciones del género con mayor trayectoria en el país azteca. Como arreglista, destacan en su repertorio populares canciones como "Cielo rojo", "Se me olvidó otra vez" y "Paloma negra".

### Fallecimiento
Falleció en Tlalnepantla, Estado de México, el 24 de julio de 2020, a los noventa y un años.